# レンベルト・ドドエンス

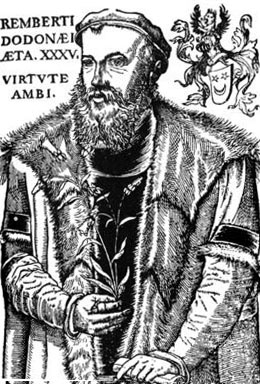
レンベルト・ドドエンス

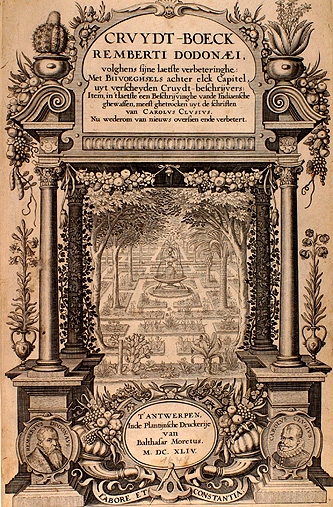
クリュードベックの扉頁

レンベルト・ドドエンス（Rembert Dodoens、1516年/1517年6月29日 – 1585年3月10日）は、フランドルの医師、植物学者である。ラテン語名はドドネウス（Rembertus Dodonaeus）である。本草書『クリュードベック』（Cruydeboeck）の著者である。ドドエンスの著書は、ヨンストンの『動物誌』とともに江戸時代に野呂元丈らによって蘭訳書から『阿蘭陀本草和解』などに抄訳された。
メヘレンで生まれた。 1530年にルーヴェン大学で医学、地理学の勉強を始め、1535年に卒業した。1538年にメッヘレンで医師を開業した。1542年から1546年までバーゼルで暮らした。ルーヴェン大学の教授の職やスペインのフェリペ2世の侍医の職を断った後、1575年から3年間、ウィーンでオーストリアのルドルフ2世の侍医を務めた。1582年からライデン大学で医学の教授となり、彼の死までその職に留まった。
ドドエンスの『クリュードベック』は715の図版からなる草木の本で、レオンハルト・フックスの影響を受けて植物を6つのグループに分類した。薬草を多く扱ったので薬学の書物として評価された。1554年に出版された『クリュードベック』は1557年にカロルス・クルシウスによりフランス語に翻訳され、1578年にHenry Lyteによって"A new herbal, or historie of plants"として翻訳された。ラテン語にも翻訳され、当時としては聖書に次いで多く翻訳された書物となった。2世紀にわたって、参考文献として利用された。
ムクロジ科の植物の属名ドドナエアに名前がつけられている。

## 著書
- Herbarium (1533)
- Den Nieuwen Herbarius (1543)
- Cosmographica in astronomiam et geographiam isagoge (1548)
- De frugum historia (1552)
- Trium priorum de stirpium historia commentariorum imagines (1553)
- Posteriorum trium de stirpium historia commentariorum imagines (1554)
- Cruydeboeck (1554)
- Physiologices medicinae tabulae (1580)
- Medicinalium observationum exempla rara (1581)
- Stirpium historiae pemptades sex (1583)
- Praxis medica (1616) (posthumous)
- Ars medica, ofte ghenees-kunst (1624) (posthumous)